# Topics in Current Physics
Topics in Current Physics, vetenskaplig bokserie utgiven av Springer Verlag på 1970- och 1980-talet. Serien grundades av Helmut K. V. Lotsch
| Volym | Titel                                                | Redaktör                       | Utgivningsår |
| ----- | ---------------------------------------------------- | ------------------------------ | ------------ |
| 1     | Beam-Foil Spectroscopy                               | S. Bashkin                     | ?            |
| 2     | Modern Three-Hadron Physics                          | A. W. Thomas                   | ?            |
| 3     | Dynamics of Solids and Liquids by Neutron Scattering | S. W. Lovesey & T. Springer    | ?            |
| 4     | Electron Spectroscopy for Surface Analysis           | H. Ibach                       | ?            |
| 5     | Structure and Collisions of Ions and Atoms           | I. A. Sellin                   | ?            |
| 6     | Neutron Diffraction                                  | H. Dachs                       | ?            |
| 7     | Monte Carlo Methods in Statistical Physics           | K. Binder                      | ?            |
| 8     | Ocean Acoustics                                      | J. A. DeSanto                  | ?            |
| 9     | Inverse Source Problems in Optics                    | H. P. Bates                    | ?            |
| 10    | Synchrotron Radiation, Techniques & Applications     | C. Kunz                        | 1978         |
| 11    | Raman Spectroscopy of Gases and Liquids              | A. Weber                       | ?            |
| 12    | Positrons in Solids                                  | Pekka Hautojärvi               | ?            |
| 13    | Computer Processing of Electron Microscope Images    | Peter W. Hawkes                | 1980         |
| 14    | Excitons                                             | K. Cho                         | ?            |
| 15    | Physics of Superionic Conductors                     | Myron Ben Salamon              | ?            |
| 16    | Aerosol Microphysics I: Particle Interactions        | W. H. Marlow                   | ?            |
| 17    | Solitons                                             | R. K. Bullough & P. J. Candrey | ?            |
| 18    | Magnetic Electron Lens Properties                    | Peter W. Hawkes                | ?            |
| 19    | Theory of Chemisorption                              | J. R. Smith                    | ?            |
| 20    | Inverse Scattering Problems in Optics                | H. P. Bates                    | ?            |